# Assuania glabricollis
Assuania glabricollis är en tvåvingeart som beskrevs av Becker 1910. Assuania glabricollis ingår i släktet Assuania och familjen fritflugor. Inga underarter finns listade i Catalogue of Life.